# أندريا بيرغ (لاعبة كرة طائرة)
أندريا بيرغ (بالألمانية: Andrea Berg)‏ (24 يناير 1981 بنوردهورن في ألمانيا - ) هي لاعبة كرة طائرة ألمانية في مركز وسط ‏.